# Bacqueville
Bacqueville è un comune francese di 542 abitanti situato nel dipartimento dell'Eure nella regione della Normandia.

## Società

### Evoluzione demografica
Abitanti censiti